# دهستان سیریک
دهستان سیریک، یکی از دهستان‌های بخش مرکزی شهرستان سیریک در استان هرمزگان ایران است. مرکز این دهستان، شهر سیریک است.

## جمعیت
بر پایه سرشماری عمومی نفوس و مسکن در سال ۱۳۹۵، جمعیت دهستان سیریک برابر با ۸٬۸۴۶ نفر بوده‌است.